# Leiocolea bantriensis
Leiocolea bantriensis ist eine Lebermoos-Art aus der Familie Lophoziaceae. Deutsche Namen sind Großes Glattkelchmoos oder Großes Glattlebermoos.
Nach der 2020 veröffentlichten „An annotated checklist of bryophytes of Europe, Macaronesia and Cyprus“ heißt die Art nunmehr Mesoptychia bantriensis (Hook.) L. Söderström & Váňa. Die Gattung Mesoptychia wird dabei der Familie Jungermanniaceae innerhalb der Ordnung Jungermanniales zugeordnet.

## Merkmale
Die hell- bis braungrünen, niederliegenden bis aufrechten Pflanzen sind 2,5 bis 4 Millimeter breit. Sie bilden kräftige Rasen oder wachsen vereinzelt zwischen anderen Moosen. Die Flankenblätter sind breit eiförmig, schwach gewölbt und im oberen Viertel in zwei oft stumpfe Lappen geteilt. Die Blattzellen sind in der Blattmitte etwa 30 bis 40 × 40 bis 60 Mikrometer groß, die Zellecken sind verdickt, die Zelloberfläche (Kutikula) ist fein papillös. Pro Zelle sind 2 bis 4 feinkörnige Ölkörper vorhanden. Unterblätter sind in den Rhizoiden der Stämmchenunterseite versteckt, sie sind meist einfach und lanzettlich oder bis zum Grund zweiteilig. Die Art ist diözisch. Das Perianth ist walzenförmig bis eiförmig, glatt, an der Mündung zusammengezogen und durch vorspringende, fingerförmige Zellen gezähnt. Sporogone sind selten. Brutkörper fehlen.
Bei kleineren Pflanzen kann die Abgrenzung zu Leiocolea collaris schwierig sein. Manche Autoren betrachten Leiocolea bantriensis als eine üppige Form von Leiocolea collaris.

## Standortansprüche
Die Art wächst in submontanen bis alpinen Höhenlagen in Quellfluren, Niedermooren, an Bach- und Flussufern oder an Kalkfelsen. Geeignete Standorte sind feucht bis nass, schattig bis lichtreich und basisch bis neutral.

## Verbreitung
Leiocolea bantriensis ist boreal-montan verbreitet und besitzt Vorkommen in Europa, ausgenommen ist der Mittelmeerraum, weiters im Kaukasus, in Sibirien, auf Grönland und in Nordamerika.
Die europäischen Vorkommen befinden sich hauptsächlich in Nordeuropa. In Mitteleuropa kommt die Art in den Alpen verbreitet bis zerstreut vor, in den Mittelgebirgen ist sie selten.